# یونیکو
یونیکو (ユニコ Yuniko) یک مانگا و انیمه ژاپنی است که نخستین بار از سال ۱۹۷۶ تا ۱۹۷۹ میلادی منتشر شد. نخستین نسخهٔ کارتونی آن نیز در سال ۱۹۷۹ میلادی تولید و پخش شد.
خالق این داستانِ مصور، مانگاکا و انیماتور برجستهٔ ژاپنی اوسامو تزوکا است و قصهٔ آن دربارهٔ یک «بچه تک‌شاخ» کوچک است که پوستی سفید، یالی صورتی و گوش‌هایی به‌شکلِ کلوچهٔ دارچینی دارد. یونیکو موهبت و استعدادی ذاتی در شادکردنِ دیگران دارد و این کارتون دربارهٔ ماجراهایی است که برای او و اطرافیانش اتفاق می‌افتد.
این مجموعهٔ کارتونی در ایران با عنوانِ «یونیکو، اسب تک‌شاخ» در دههٔ ۷۰ خورشیدی از برنامهٔ کودک و نوجوان پخش می‌شد و دوبلورِ «یونیکو» در نسخه کارتونی، «ناهید امیریان» بود.